# دافني (أتيكي)
دفنة أو دافني (Δάφνη) هي مدينة في إقليم أتيكا في اليونان.
يبلغ عدد سكانها حوالي 24405   نسمة.